# Водяна змія свинцева
Водяна змія свинцева (Enhydris plumbea) — отруйна змія з роду водяна змія родини гомалопсових (Homalopsidae). Інша назва «жовточеревна водяна змія», «оливкова водяна змія».

## Опис
Загальна довжина коливається від 35 до 61 см. Голова округла, трохи ширше, ніж шия. Ніздрі відкриваються зверху морди. Очі опуклі. Два задніх зуба збільшені, вони є отруйними. Тулуб кремезний. Луска гладенька. Хвіст короткий. Забарвлення оливково—зелене. Черево брудно—білого або жовтуватого кольору. На нижній стороні хвоста присутня чорна смуга.

## Спосіб життя
Полюбляє стоячу брудну воду на болотах, у дрібних водоймах, у відстійниках. Веде здебільшого нічний спосіб життя. Часто можна побачити лежачою нерухомо на воді, лише голова ледве помітна над поверхнею. При небезпеці ховається у мулистом дні. Іноді в дощові ночі ховається або повзає по суші. Харчується переважно жабами й пуголовками, а також рибою.
Отрута не становить небезпеки для людини.
Це живородна змія. Самиця народжує 5 дитинчат довжиною 13,5—15 см.

## Розповсюдження
Мешкає на Андаманських островах (Індія), сході М'янми, більшості індонезійських островів й на схід до Сулавесі і Молуккських островів, у Таїланді, Камбоджі, В'єтнамі, на островах Хайнань (Китай), Тайвань.